# Drew Struzan
Drew Struzan é um ilustrador estadunidense, notório pela realização de trabalhos para cartazes de filmes como a série Indiana Jones e Star Wars, bem como capas de álbuns como o Sabbath Bloody Sabbath, do Black Sabbath e Welcome to My Nightmare, do Alice Cooper.

## Prêmios
- 2020 — Hall da Fama da Society of Illustrators[1]
- 2016 — Prêmio Sergio, da Comic Art Professionals Society (CAPS)[2]
- 2015 — Prêmio Alumni, da Art Center College of Design[3]
- 2014 — Prêmio Saul Bass, da 43ª Cerimônia Anual Key Art Awards da Hollywood Reporter[4]
- 2010 — Prêmio Inkpot, da Comic-Con International: San Diego[5]
- 2002 — Prêmio Saturno, na categoria Life Career, da Academia de Filmes de Ficção Científica, Fantasia e Horror dos Estados Unidos[6]